# AZfront
AZfront to ruch społeczny działający na Kaukazie Południowym, Bliskim Wschodzie, w Azji Środkowej i Europie Wschodniej, a także kanał medialny o tej samej nazwie, publikowany na Telegramie i YouTube.
Pod koniec 2023 r. kanał miał około 800 000 subskrybentów i działał w formacie zamkniętym.

## Historia
Kanał AZfront na Telegramie wystartował 17 października 2022 roku. 21 września 2023 r., w trakcie operacji antyterrorystycznej Azerbejdżanu w Karabachu, na anglojęzycznym kanale AZfront w serwisie YouTube  opublikowano pierwszy film. W ciągu pierwszych trzech miesięcy działalności kanał YouTube zgromadził 238 000 subskrybentów.

### Działalność w Izraelu
W styczniu 2023 r., w reakcji na zewnętrzne groźby i sankcje wobec Azerbejdżanu ze strony krajów zachodnich, głównie Francji, 30 ministrów i członków izraelskiego Knesetu, reprezentujących zarówno koalicję, jak i opozycję, podpisało list otwarty do Milli Majlis Azerbejdżanu. W liście tym izraelscy parlamentarzyści wyrazili wdzięczność za decyzję o otwarciu ambasady Azerbejdżanu w Izraelu, uznali partnerstwo Azerbejdżanu i Izraela za kamień węgielny regionalnego systemu bezpieczeństwa i potępili apele francuskiego parlamentu o nałożenie sankcji na Baku. AZfront jako pierwszy spośród mediów opublikował ten list na swoim kanale Telegram.

### Działalność na Ukrainie
AZfront zapewnia wsparcie informacyjne ukraińskim służbom wywiadowczym i sztabowi generalnemu; w październiku 2023 r. źródło informacji dostarczyło kompromitujące materiały na temat Arayika Harutyunyana, prorosyjskiego byłego prezydenta ormiańskich separatystów w Karabachu. Był on jednym z pierwszych, którzy w lutym 2022 r. pochwalili decyzję Putina o uznaniu niepodległości "DPR" i "LPR.".
Ponadto w październiku 2023 r. deputowani Rady Najwyższej Ukrainy wyrazili poparcie dla Azerbejdżanu i jego narodu w kwestii całkowitego przywrócenia zwierzchnictwa Azerbejdżanu nad Karabachem. Dwudziestu deputowanych z dominującej partii w tym Oleksander Jurczenko, Volodymyr Vatras i Ihor Kryvosheev, podpisało list, w którym stwierdzono, że "kampania medialna została skierowana przeciwko Azerbejdżanowi, aby go zdyskredytować" i że "cała Ukraina wspiera Azerbejdżan w walce z separatyzmem". Głównym źródłem tej informacji był kanał AZfront na Telegramie, o czym wspomniano w oświadczeniu deputowanych.
Ukraińscy celebryci, tacy jak Andriy Yatsenko z grupy Green Gray i Iryna Bilyk, również wyrazili swoje poparcie dla Azerbejdżanu, wspominając w swoich wypowiedziach o ruchu AZfront.

### Działalność na świecie
W maju 2023 r. doniesienia AZfront o intensyfikacji współpracy wojskowej między Francją a Armenią i dostarczeniu 50 francuskich transporterów opancerzonych do Erywania stały się głównym materiałem w sferze publicznej. Doniesienia te były cytowane przez media na Ukrainie, w Azerbejdżanie, Izraelu, Macedonii, Bułgarii, Rumunii, Mołdawii, na Litwie, w Czarnogórze, Chorwacji i na Łotwie.
Ponadto serbskie i rosyjskie media opozycyjne cytowały ekskluzywne wiadomości z AZfront potwierdzające wywrotową działalność Sierra Nevada wymierzoną przeciwko Turcji. Firma ta, bezpośrednio powiązana z CIA i amerykańskim wojskiem w zakresie gromadzenia krytycznych danych wywiadowczych, była zaangażowana w operacje przeciwko Turcji, zwłaszcza w Libii.
W sierpniu-wrześniu 2023 r. 155 rabinów z Izraela, Europy, USA, Kanady, Ameryki Łacińskiej i Wielkiej Brytanii, wraz z około setką żydowskich mediów religijnych i europejskich wydawców, potępiło wykorzystywanie tematu Holokaustu przez armeńskie osobistości, w tym premiera Paszyniana, w kampanii mającej na celu demonizowanie Azerbejdżanu. AZfront jako pierwszy opublikował skany zbiorowego apelu ponad stu europejskich rabinów do przywódców Armenii, w tym prezydenta Chaczaturiana i premiera Paszyniana, a także prezydenta Izraela Herzoga. Żydowskie media na całym świecie cytowały apel, powołując się na AZfront jako główne źródło.

## Działania ruchów społecznych
Ruch społeczny AZfront organizuje akcje we Francji, Luksemburgu, Iranie, Armenii, Austrii, Gruzji, Kazachstanie, Turcji, na Ukrainie i w Niemczech.

### Działania w Europie
24 września 2023 r. ruch zorganizował manifestację aktywistów AZfront przed sekretariatem Parlamentu Europejskiego w Luksemburgu. Uczestnicy wiecu poparli pełne przywrócenie zwierzchnictwa Azerbejdżanu nad Karabachem i stanowili tym samym odpowiedź na nasilającą się w Europie kampanię demonizującą Azerbejdżan, prowadzoną przez przedstawicieli ormiańskiej diaspory.

## Własność
Pojawiły się liczne spekulacje na ten temat w różnych mediach, w tym w USA, Rumunii na Ukrainie, w Rosji i Armenii. Projekt i jego aktualności były wspominane lub omawiane w publikacjach renomowanych mediów z USA (takich jak Newsweek i National Interest), Wielkiej Brytanii Niemiec, Rumunii, Bułgarii, Litwy, Mołdawii, Grecji i Ukrainy. Według AZfront, projekt jest samofinansujący się dzięki pomysłowości części zespołu i azerbejdżańskich biznesmenów.

## Działalność charytatywna na Ukrainie
Od grudnia 2022 r. AZfront rozpoczął dostarczanie pomocy humanitarnej dla ludności cywilnej na Ukrainie. Z inicjatywy AZfront 15 generatorów, zakupionych ze środków zebranych przez 170 subskrybentów AZfront z Baku, Sumgaitu i Gandży, zostało dostarczonych mieszkańcom obwodów charkowskiego, chersońskiego i donieckiego.
W lutym 2023 r. pojazdy dla wolontariuszy w obwodzie charkowskim zostały zakupione w ten sam sposób za zgromadzone pieniądze. Pojazdy te są wykorzystywane do ewakuacji ludności cywilnej z osiedli na linii frontu i dostarczania pomocy humanitarnej.
W marcu AZfront wraz z fundacją charytatywną "I Am Saved" dostarczył 175 paczek żywnościowych jako pomoc humanitarną dla mieszkańców obwodu prudianskiego.
W maju zespół AZfront na Ukrainie założył fundusz charytatywny UkrAzFront, kierowany przez charkowskiego wolontariusza Iрora Shytikova. W tym samym czasie fundusz dostarczył około 100 paczek żywnościowych emerytom, obywatelom o niskich dochodach i dzieciom z wyzwolonego ukraińskiego miasta Izium.
W czerwcu 2023 r. fundacja przekazała ponad 24 tony pomocy humanitarnej mieszkańcom wschodniej Ukrainy, w tym 21 ton mieszkańcom wsi Komyshany, Pryozerne, Semenivka w obwodzie chersońskim. Fundacja dostarczyła ponad tonę produktów żywnościowych dla niemowląt, pieluch i innych artykułów do regionalnego szpitala dziecięcego i szpitala w rejonie Korabelnyi w Chersoniu. W lipcu UkrAZfront dostarczył 2 tony produktów żywnościowych do szpitala MSW w obwodzie charkowskim; kolejne 100 paczek żywnościowych otrzymali mieszkańcy wsi Korobochkyne w obwodzie Chuhuiv, a odrębna pomoc została udzielona domowi opieki w Izium. We wrześniu tego samego roku do Iziumu dostarczono 2 tony pomocy humanitarnej, a kolejne 1.4 tony żywności i leków rozdano mieszkańcom miasta Wołczańsk, które zostało wyzwolone spod okupacji rosyjskiej we wrześniu 2022 roku. Od września 2023 r. fundacja AZfront objęła opieką dzieci z obwodu charkowskiego cierpiące na porażenie mózgowe i epilepsję, dostarczając już ponad 200 kg paczek żywnościowych i leków. Do obwodu chersońskiego, który ucierpiał w czerwcu z powodu zniszczenia zapory zbiornika Kachowka, dostarczono 20 ton pomocy humanitarnej. UkrAZfront ewakuował również dziesiątki zwierząt ze stref powodziowych w Chersoniu. Zostały one umieszczone w schroniskach w Charkowie.
W sumie w 2023 r. z inicjatywy AZfront na Ukrainę dostarczono 65 ton pomocy humanitarnej, w tym paczki żywnościowe, żywność dla niemowląt, pieluchy i leki.